# فيل جونز (كرة سلة)
فيل جونز (بالإنجليزية: Phill Jones)‏ مواليد 25 يناير 1974 في كرايستشرش، هو لاعب كرة سلة نيوزلندي سابق. بدأ مسيرته الاحترافية في سنة 1993. مثّل منتخب بلاده. شارك في دورة الألعاب الأولمبية الصيفية سنة 2000. اعتزل اللعب في 2016.

## المسيرة الاحترافية
لعب مع إسبون هونكا في موسم 2001–2002، ثم لعب مع بالاكانسترو كانتو في الدوري الإيطالي في موسم 2002–2003، ثم لعب مع نيو زيلاند بريكرز في الدوري الأسترالي في موسم 2003–2004، ثم لعب مع كانتو من سنة 2004 إلى 2007.

## سجل المنافسة
شارك في المنافسات التالية:
- الألعاب الأولمبية الصيفية 2000
- الألعاب الأولمبية الصيفية 2004

## روابط خارجية
- فيليب جونز على موقع الاتحاد الدولي لكرة السلة (الإنجليزية)
- فيليب جونز على موقع كرة السلة الأوروبية.كوم (الإنجليزية)
- فيليب جونز على موقع ريلجم (الإنجليزية)
- فيليب جونز على موقع بروبوليرز (الإنجليزية)
- فيليب جونز على موقع سبورتس رفرنس (الإنجليزية)
- فيليب جونز على موقع أوليمبيديا (الإنجليزية)